# Głód (powieść)
Głód (norw. Sult) – powieść norweskiego pisarza Knuta Hamsuna opublikowana w 1890 roku. Jej fragmenty były wcześniej anonimowo opublikowane w duńskim magazynie Ny Jord w 1888 roku. Miejscem akcji jest stolica Norwegii Christiania.

## Geneza
Hamsun pisał powieść mając ponad trzydzieści lat, będąc osobą zgorzkniałą i ciężko doświadczoną życiowo. Podczas pobytu w USA pracował jako robotnik i dogłębnie poznał środowiska dotknięte nędzą i nierównościami społecznymi. Osobiście doświadczał sprzeczności pomiędzy XIX-wiecznymi ideałami humanizmu, chętnie wówczas głoszonymi przez warstwy rządzące, a postępującą dehumanizacją życia klasy robotniczej we wczesnym systemie liberalnym. Wszystko to spowodowało, że Hamsun stał się gorliwym wyznawcą filozofii Friedricha Nietzschego, a jego głównym wzorem literackim stał się Fiodor Dostojewski. Głód jest silnie inspirowany jego Zbrodnią i karą, a główny bohater to osoba wyalienowana, samotna, nieumiejąca nawiązać solidarnych stosunków z bliźnimi, niezdolna do współpracy, popadająca w liczne konflikty i awantury.

## Ekranizacja
Powieść Hamsuna została zekranizowana w 1966 roku przez duńskiego reżysera Henninga Carlsena, który wraz z Peterem Seebergiem napisał także scenariusz. Główną rolę w filmie zagrał Per Oscarsson, który otrzymał za nią nagrodę dla najlepszego aktora na 19. MFF w Cannes, gdzie obraz miał swoją premierę. Muzykę do filmu napisał Krzysztof Komeda.